# Yūsuke Minato
Yūsuke Minato (jap. 湊祐介 Minato Yūsuke; ur. 15 marca 1985 w Kitaakita) – japoński kombinator norweski, złoty medalista mistrzostw świata.

## Kariera
Po raz pierwszy na arenie międzynarodowej Yūsuke Minato pojawił się podczas Mistrzostw Świata Juniorów w Schonach w styczniu 2002 roku. Zajął tam 21. miejsce w konkursie rozgrywanym metodą Gundersena, a w sztafecie był szósty. Najlepszy indywidualny wynik w tej kategorii wiekowej osiągnął rok później, na Mistrzostwach Świata Juniorów w Sollefteå, gdzie rywalizację w Gundersenie ukończył na dziesiątym miejscu. Na mistrzostwach świata juniorów startował do 2005 roku, ale osiągał słabsze wyniki.
W Pucharze Świata zadebiutował 6 grudnia 2002 roku w Trondheim, gdzie zajął 46. miejsce w sprincie. Pierwsze punkty wywalczył dopiero ponad pięć lat później, kiedy 8 marca 2008 roku w Oslo zajął 30. miejsce w Gundersenie. W sezonie 2007/2008 więcej punktów nie zdobył i z jednym punktem na koncie zajął 56. miejsce w klasyfikacji generalnej. Najlepsze wyniki w Pucharze Świata osiągnął w sezonie 2011/2012. W całym cyklu tylko trzy razy nie zdobył punktów, a najlepszy wynik osiągnął 15 stycznia 2012 roku w Chaux-Neuve, gdzie był jedenasty.
Jego pierwszą dużą imprezą w kategorii seniorów były Mistrzostwa Świata w Sapporo w 2007 roku. Wystąpił tam tylko w Gundersenie, w którym zajął 40. miejsce. Największe sukcesy odnosił na rozgrywanych dwa lata później Mistrzostwach Świata w Libercu. Wspólnie z Taihei Katō, Akito Watabe i Norihito Kobayashim wywalczył złoty medal w sztafecie. Po skokach Japończycy znajdowali się na piątym miejscu, tracąc do prowadzących Francuzów 24 sekundy. Na trasie biegu należeli do najszybszych co pozwoliło im awansować na czoło stawki. Walkę o złoto toczyli z Niemcami aż do mety, ostatecznie zwyciężając po fotofiniszu. Na tych samych mistrzostwach Yūsuke był szósty w Gundersenie na normalnej skoczni oraz dziewiąty na dużej. W 2010 roku brał udział w Igrzyskach Olimpijskich w Vancouver, gdzie zajął 26. miejsce w Gundersenie na dużym obiekcie. Rok później wystąpił we wszystkich konkursach na Mistrzostwach Świata w Oslo, najlepszy wynik osiągając w sztafecie na dużej skoczni, gdzie Japończycy zajęli piąte miejsce.

## Osiągnięcia

### Igrzyska Olimpijskie
| Miejsce | Dzień     | Rok  | Miejscowość | Konkurencja           | Wynik zwycięzcy | Strata      | Zwycięzca   |
| ------- | --------- | ---- | ----------- | --------------------- | --------------- | ----------- | ----------- |
| 26.     | 25 lutego | 2010 | Vancouver   | Gundersen HS140/10 km | 25:32.9 min     | +2:37.1 min | Bill Demong |
| 5.      | 21 lutego | 2014 | Soczi       | Sztafeta HS140/4x5 km | 46:48,5 min     | +1:17,1 min | Norwegia    |

### Mistrzostwa świata
| Miejsce | Dzień     | Rok  | Miejscowość | Konkurencja              | Wynik zwycięzcy | Strata      | Zwycięzca           |
| ------- | --------- | ---- | ----------- | ------------------------ | --------------- | ----------- | ------------------- |
| 40.     | 3 marca   | 2007 | Sapporo     | Gundersen HS100/15 km    | 38:35.6 min     | +6:47.2 min | Ronny Ackermann     |
| 15.     | 20 lutego | 2009 | Liberec     | Start masowy HS100/10 km | 276.0 pkt       | -35.8 pkt   | Todd Lodwick        |
| 6.      | 22 lutego | 2009 | Liberec     | Gundersen HS100/10 km    | 24:22.3 min     | +1:11.4 min | Todd Lodwick        |
| 1.      | 26 lutego | 2009 | Liberec     | Sztafeta HS140/4x5 km    | 48:32.3 min     | -           | -                   |
| 9.      | 28 lutego | 2009 | Liberec     | Gundersen HS134/10 km    | 23:36.6 min     | +1:10.9 min | Bill Demong         |
| 33.     | 26 lutego | 2011 | Oslo        | Gundersen HS106/10 km    | 25:19.2 min     | +2:37.6 min | Eric Frenzel        |
| 6.      | 28 lutego | 2011 | Oslo        | Sztafeta HS106/4x5 km    | 48:07.8 min     | +2:03.0 min | Austria             |
| 28.     | 2 marca   | 2011 | Oslo        | Gundersen HS134/10 km    | 25:31.6 min     | +2:33.5 min | Jason Lamy Chappuis |
| 5.      | 4 marca   | 2011 | Oslo        | Sztafeta HS134/4x5 km    | 48:07.8 min     | +1:31.4 min | Austria             |

### Mistrzostwa świata juniorów
| Miejsce | Dzień       | Rok  | Miejscowość | Konkurencja           | Wynik zwycięzcy | Strata      | Zwycięzca        |
| ------- | ----------- | ---- | ----------- | --------------------- | --------------- | ----------- | ---------------- |
| 21.     | 23 stycznia | 2002 | Schonach    | Gundersen K90/10 km   | 30:54.2 min     | +4:40.5 min | Björn Kircheisen |
| 6.      | 25 stycznia | 2002 | Schonach    | Sztafeta K90/4x5 km   | 844.0 pkt       | ?           | Niemcy           |
| 10.     | 5 lutego    | 2003 | Sollefteå   | Gundersen K107/10 km  | ?               | +3:22.6 min | Björn Kircheisen |
| 8.      | 7 lutego    | 2003 | Sollefteå   | Sztafeta K107/4x5 km  | ?               | ?           | Niemcy           |
| 27.     | 9 lutego    | 2003 | Sollefteå   | Sprint K107/5 km      | 14.02.6 min     | +2:18.9 min | Björn Kircheisen |
| 14.     | 4 lutego    | 2004 | Stryn       | Gundersen K90/10 km   | 26:06.3 min     | +5:01.2 min | Petter Tande     |
| 11.     | 6 lutego    | 2004 | Stryn       | Sztafeta K90/4x5      | 58:03.0 min     | +6.47.0 min | Norwegia         |
| 14.     | 8 lutego    | 2004 | Stryn       | Sprint K90/7.5 km     | 14:02.1 min     | +1:49.6 min | Petter Tande     |
| 35.     | 22 marca    | 2005 | Rovaniemi   | Gundersen HS100/10 km | 25.56.6 min     | +6:20.5 min | Petter Tande     |
| 8.      | 24 marca    | 2005 | Rovaniemi   | Sztafeta HS100/4x5    | 924.0 pkt       | 277.4 pkt   | Niemcy           |
| 24.     | 26 marca    | 2005 | Rovaniemi   | Sprint HS100/5.0 km   | 14:02.1 min     | +2:00.8 min | Petter Tande     |

### Puchar Świata

#### Miejsca w klasyfikacji generalnej
- sezon 2007/2008: 56.
- sezon 2008/2009: 36.
- sezon 2009/2010: 40.
- sezon 2010/2011: 42.
- sezon 2011/2012: 29.
- sezon 2012/2013: 36.
- sezon 2013/2014: -
- sezon 2014/2015: 65.

#### Miejsca na podium
Zawodnik dotychczas nie stał na podium.

### Puchar Kontynentalny

#### Miejsca w klasyfikacji generalnej
- sezon 2001/2002: 66.
- sezon 2002/2003: -
- sezon 2003/2004: 72.
- sezon 2004/2005: 40.
- sezon 2006/2007: 46.
- sezon 2007/2008: -
- sezon 2014/2015: 33.
- sezon 2015/2016: 29.

#### Miejsca na podium
| Nr | Data            | Miejscowość | Konkurencja           | Wynik zwycięzcy | Pozycja | Strata  | Zwycięzca        |
| -- | --------------- | ----------- | --------------------- | --------------- | ------- | ------- | ---------------- |
| 1. | 15 lutego 2008  | Iiyama      | Sprint HS89/7.5 km    | ?               | 3.      | +11.9 s | Marco Pichlmayer |
| 2. | 13 grudnia 2014 | Park City   | Gundersen HS100/10 km | 26:40.9 min     | 3.      | +5.8 s  | Tomaz Druml      |

### Letnie Grand Prix

#### Miejsca w klasyfikacji generalnej
- 2009: 40.
- 2010: 7.
- 2012: 24.
- 2013: 21.

#### Miejsca na podium
Jak dotąd Minato nie stał na podium indywidualnych zawodów LGP.